# Budova Bellinghamské národní banky

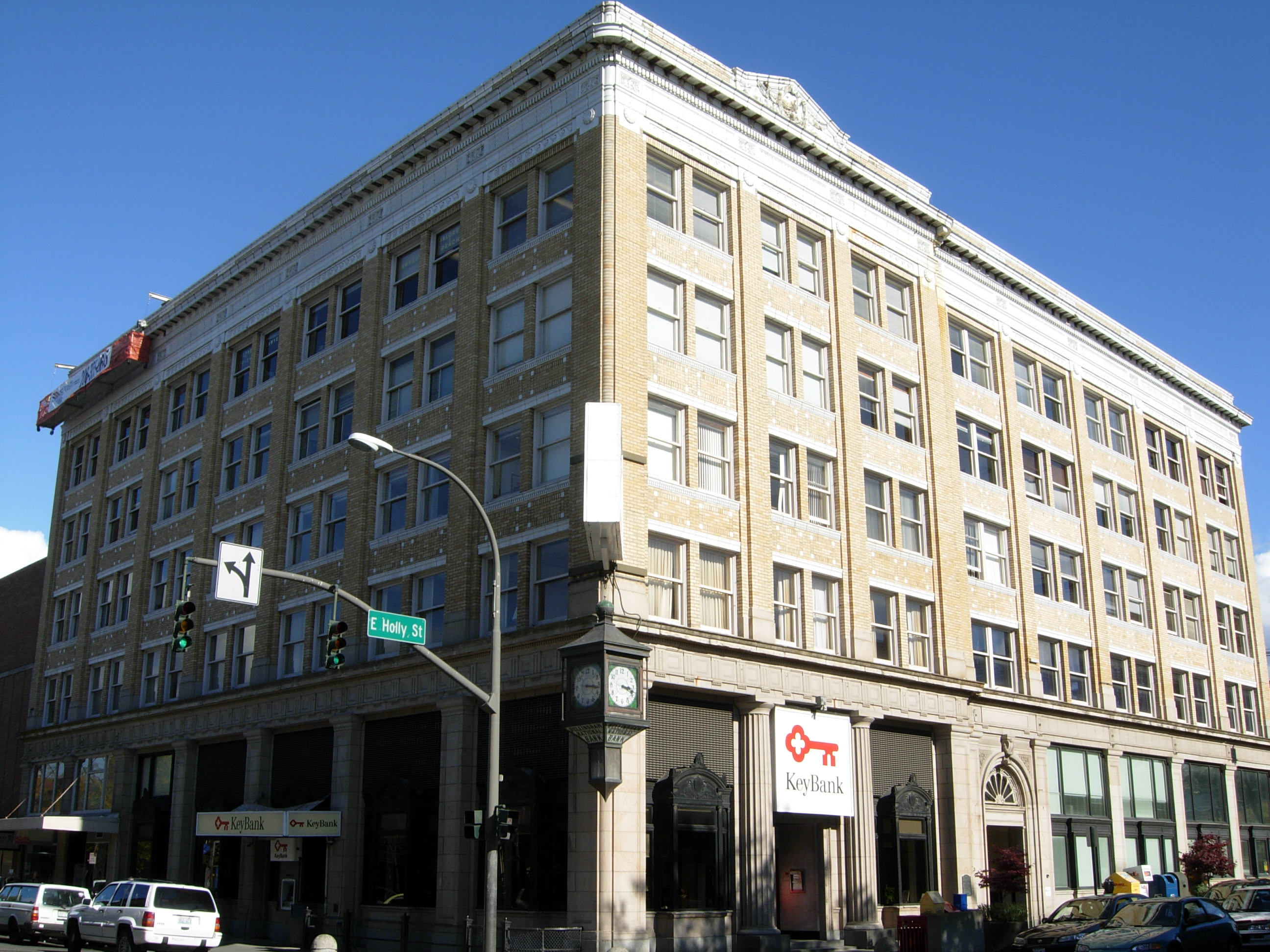
Historická budova banky z pískovce, cihel a terakoty.

Budova Bellinghamské národní banky byla postavena v letech 1912 a 1913 z železobetonu ve utilitárním komerčním stylu architektury. Přestože tento styl byl obvyklý pro středozápadní a východopobřežní města, v Bellinghamu dodávala potřebný kontrast s budovami z místního pískovce a s kulatými oblouky. Bellinghamská národní banka používala budovu od začátku prosince 1913.
Do května 2009 využívala první patro budovy KeyBank, od února 2011 se zde nachází obchod s mincemi The Stamp & Coin Place. Kanceláře v horních patrech jsou pronajaté různým společnostem.

## Historie

### Banka
Bellinghamská národní banka byla vytvořena roku 1904 skupinou místních kapitalistů vedených Victorem Roederem. V lednu 1905 zahájila svůj provoz v rohovém obchodu na křižovatce ulic Holly Street a Commercial Street. Malá banka rychle vyrostla v jednu z nejdůležitějších v oblasti, a tak koncem desetiletí hledala větší sídlo.
V březnu 1912 banka zakoupila jihovýchodní část křižovatky Holly Street a Dock Street za 175 tisíc dolarů. Na místě se nacházelo několik dřevěných budov z konce 19. století, mezi něž patřil také Beckův hotel, který zde roku 1888 postavil David Beck, jenž později přidal i divadlo.
Banka později oznámila své plány na vybudování 200 tisíc dolarů drahé, šestipatrové cihlové a betonové budovy, která bude jednou z nejkrásnějších na Severozápadě USA. Banka plánovala osídlit pouze jednu část přízemí na Holly Street, zatímco ve zbytku přízemí se budou nacházet maloobchody a v horních patrech různé kanceláře. V červnu 1912 byla zbořena původní budova a zahájena stavba nové.

### Design a konstrukce
Banka si najala místního architekta F. Stanleyho Pipera k navržení budovy, a ten si najal C. H. Beattieho ze Seattlu jako hlavního dodavatele. Stavba začala v rychlém tempu a v únoru 1913 byla betonová struktura již hotová, takže začínalo kladení cihel. Každá ze 124 místností měla teplou i studenou vodu, přístup k vakuovému systému budovy a mezi další moderní vychytávky budovy patřily dva vysokorychlostní výtahy a poštovní šachta.
První dvě patra byla oblečena do wilkesonského pískovce zatímco ta zbylá čtyři podlaží kryly světlé žlutohnědé lisované cihly. Od nejhornějšího patra ke střeše nahradila cihly terakota.
Vnitřní chodby mají teracovou dlažbu a stěny z aljašského mramoru. Vestibul byl zkrášlen třímetrovým dadem z coloradského yeulu zatímco sloupy ve vestibulu jsou z pravého italského „pavího“ mramoru. V bankovní místnosti byly použity aljašský a kasotský mramor, maďarský mahagon a bronzový kalamín na dveře.
V srpnu 1913 byla budova otevřena a začali se do ní stěhovat nájemníci, včetně doktorů, zubařů a dalších profesionálů. Banka byla oficiálně otevřena 1. prosince 1913.